# 日本のいちばん長い夏
『日本のいちばん長い夏』（にほんのいちばんながいなつ）は、月刊雑誌『文藝春秋』に掲載された、終戦の日を振り返った座談会の記事をもとにした単行本。およびそれを原作とした日本映画。

## 概要
『文藝春秋』編集者の半藤一利が企画し、徳川夢声とともに司会を務めた戦後18年後の1963年6月20日に東京の料亭・なだ万で約5時間にもわたって交わされた座談会が開催された。内容は1945年の8月、敗戦の日にどこで何をして何を考えていたかを振り返るというもの。座談会の参加者は軍人や政治家、銃後の人など28名。『文藝春秋』1963年8月号に「日本のいちばん長い日」と題して掲載された。前号で「オリンピックの英雄たち」という日本人選手を集めた座談会の売れ行きが良かったため、マンモス座談会を続けようということで企画された。
この座談会をさらに掘り下げようと半藤が取材を加えて執筆し、1965年に大宅壮一の名で出版され、後に映画化もされたのがノンフィクション『日本のいちばん長い日』である。
2007年に、座談会「日本のいちばん長い日」を中心にして半藤による解説を加えられた上で、『日本のいちばん長い夏』の書名で新たに発行された。

## 書誌情報
- 新書版：日本のいちばん長い夏（2007年、文藝春秋） ISBN 978-4166605941

## 映画
『日本のいちばん長い夏』を原作に2010年に映画化された。監督自身を反映したといえる現代（2010年時期）のテレビ演出家を主人公に実在した過去の座談会を再現ドラマにするといった形式の文士劇スタイルの映画となっており、当時の記録映像を交えている。実際に俳優を演じたことのないジャーナリストや作家、アニメ監督、漫画家など現代の文化人、知識人をキャスティングする試みがなされている。半藤本人も解説者として出演している。キャッチコピーは、「原爆は落とされなかったかもしれない──」。
NHKが民間製作会社との初の国内共同制作をしており、NHKBSハイビジョン・ハイビジョン特集で2010年7月31日に先行放送され、2010年8月7日に劇場公開された。新宿バルト9をはじめ全国18スクリーン（初日5館、以降順次公開）で公開され、ぴあ初日満足度ランキング（ぴあ映画生活調べ）では第4位となっている。
本編のDVDは2011年1月21日発売。

### ストーリー
2010年の夏、あるテレビ演出家が父親が戦後どのように生きたかを知りたく、歴史的な座談会『日本のいちばん長い日』を映像化しようと企画していた。演出家は作家の半藤一利に取材し、その座談会を現在活躍されている文化人のキャスティングで再現する。

### キャスト
現在の演出家
演出家 - 木場勝己
主人公。テレビ演出家。

座談会・司会者
半藤一利
演 - 池内万作
現在は作家。座談会当時は文藝春秋編集部員（33歳）。

座談会・出演者
迫水久常
演 - 湯浅卓（国際弁護士）
座談会当時は参議院議員（60歳）。終戦時は内閣書記官長。池田内閣で、郵政大臣・経済企画庁長官を歴任。
松本俊一
演 - 中村伊知哉（慶應義塾大学大学院メディアデザイン研究科教授）
座談会当時は衆議院議員（66歳）。戦中は駐仏印大使、終戦時は外務次官。
岡本季正
演 - 青島健太（スポーツライター）
座談会当時は国際文化振興会常務理事（71歳）。終戦時は駐スウェーデン公使。戦後は駐オランダ大使を歴任。
吉武信
演 - 小田豊
座談会当時は朝日新聞論説委員（54歳）。終戦時は朝日新聞政治部・首相官邸記者クラブデスク。
佐藤尚武
演 - 山本清
座談会当時は参議院議員（80歳）。戦中は駐ソ連大使で、終戦時に抑留されている。参議院議長も務める。
富岡定俊
演 - 早川純一
座談会当時は史料調査会理事（66歳）。終戦時は海軍少将・軍令部作戦第一部長。
大岡昇平
演 - 林望（作家、日本文学者）
座談会当時は作家（54歳）。陸軍一等兵としてフィリピン戦線出兵の後、米軍捕虜として終戦。代表作に「武蔵野夫人」、「野火」、「俘虜記」などがある。
今村均
演 - 富野由悠季（アニメ映画監督）
座談会当時は旧陸軍軍人親睦団体・偕行社理事長（77歳）。終戦時は陸軍大将・第八方面軍司令官。
荒尾興功
演 - 重松収
座談会当時はトヨペットのコーナー常務（61歳）。終戦当時は陸軍大佐・陸軍省軍事課長。
池田純久
演 - 鳥越俊太郎（ジャーナリスト）
座談会当時は松竹株式会社顧問、歌舞伎座サービス会社会長（68歳）。終戦時は陸軍中将・内閣綜合計画局長官。
徳川夢声
演 - 立川らく朝（医師、落語家）
座談会当時は俳優、文筆家（69歳）。戦前から漫談師や俳優を生業とし、戦時中は慰問興行にも参加していた。
有馬頼義
演 - 島田雅彦（小説家）
座談会当時は作家（45歳）。終戦時は同盟通信社社会部記者。
志賀義雄
演 - 田原総一朗（ジャーナリスト）
座談会当時は日本共産党幹部の衆議院議員（62歳）。治安維持法違反で検挙され、終戦まで府中刑務所内予防拘禁所に投獄。
館野守男
演 - 瀬川菊之丞（俳優、歌舞伎役者）
座談会当時はNHKアナウンサー（49歳）。日米開戦の第一報を伝えたアナウンサーであり、終戦時には録音盤事件で録音盤を死守し朝の玉音放送の予告を行った。NHKアメリカ総局長も歴任。
村上兵衛
演 - 市川森一（脚本家）
座談会当時は中央公論の評論家（39歳）。終戦時は陸軍中尉・陸軍士官学校教官。
鈴木一
演 - 松永英晃（俳優、演出家、声優）
座談会当時は日本中央競馬会顧問（61歳）。戦中は鈴木総理秘書官。戦後、日本中央競馬会副理事長等を歴任。
上山春平
演 - 山本益博（料理評論家）
座談会当時は京都大学人文研助教授（42歳）。戦中は回天特別攻撃隊に所属していた。その後、京都国立博物館館長も務める。
会田雄次
演 - 江川達也（漫画家）
座談会当時は京都大学人文研助教授（47歳）。終戦時は陸軍上等兵。
岡部冬彦
演 - 武藤兼治
座談会当時は『アッちゃん』『ベビー・ギャング』を代表作とする漫画家（40歳）。終戦時は陸軍見習士官。
ルイス・ブッシュ（Lewis William Bush）
演 - デイヴィッド・ディヒーリ（ジャーナリスト）
座談会当時はNHK国際局報道部勤務（56歳）。戦中は日本軍捕虜となっていた。
池部良
演 - 柚原旬
座談会当時は俳優（47歳）。終戦時は陸軍中尉。映画俳優協会の理事長も務める。
南部伸清
演 - 加納竜
座談会当時は防衛庁統合幕僚学校副校長（51歳）。終戦時は伊号第四百一潜水艦艦長・海軍少佐。
扇谷正造
演 - 松平定知（フリーアナウンサー）
座談会当時は朝日新聞学芸部部長（50歳）。
楠政子
演 - キムラ緑子
座談会当時は主婦（35歳）。戦中は野戦病院看護婦・白梅部隊として従軍。

その他の出演
篠田英之介
座談会当時はNHK広報室副主管（36歳）。NHK中央研修所教授を歴任。
江上波夫
座談会当時は東京大学東洋文化研究所教授（56歳）。
酒巻和男
座談会当時はトヨタ自動車輸出課長（44歳）。
入江相政
座談会当時は侍従（58歳）。

誌上参加
吉田茂
座談会当時は元首相（84歳）。
町村金五
座談会当時は北海道知事（62歳）。

ナレーション
声 - 礒野佑子（NHKアナウンサー）

### スタッフ
- 監督 - 倉内均
- 原作 - 半藤一利編『日本のいちばん長い夏』（文藝春秋）
- 製作 - 與田尚志
- プロデューサー - 堤啓介、紀伊宗之、下温湯健
- 撮影 - 三好保彦
- 美術 - 掛幸善
- 照明 - 石田厚
- 録音 - 森英司
- VE - 黒木禎二
- 音響プロデューサー - 桑木知二
- リサーチ - 塚本聖子
- 助監督 - 岡村明
- 監督補 - 川村穀
- 音楽プロデューサー - 青山勇
- 美術プロデューサー - 川村裕一
- 美術ディレクター - 古市百人
- 企画協力 - 文藝春秋
- 製作・著作 - NHK、アマゾンラテルナ
- 配給 - アマゾンラテルナ
- 配給協力 - ティ・ジョイ

### 特番放送
『いま語り継ぐ戦争体験 〜日本のいちばん長い夏〜』は、2010年7月11日にNHKBShiで放送の映画特番。田原総一朗などの出演者が映画の見所や役者体験を語った。